# Rue Wellington (Montréal)
Pour les articles homonymes, voir Rue Wellington.
La rue Wellington est une artère de Montréal.

## Situation et accès
Cette rue qui relie le centre-ville de Verdun au Vieux-Montréal fait au total 6 kilomètres et débute sur le boulevard LaSalle un peu à l'ouest de l'avenue Woodland. Elle est la rue commerciale de Verdun. Après avoir passé le viaduc de l'autoroute 15/20, la rue Wellington entre dans le quartier Pointe-Saint-Charles de l'arrondissement Le Sud-Ouest de Montréal pour croiser la rue Bridge qui mène au pont Victoria. La rue se termine à l'intersection de la rue McGill, dans le Vieux-Montréal.

## Origine du nom
La rue Wellington est nommée en l'honneur de Arthur Wellesley de Wellington (1769-1852), ancien premier ministre et général anglo-irlandais, responsable de la victoire face à la grande l'armée de Napoléon et qui a, entre autres, demandé la clémence envers les Patriotes après la Rébellion de 1837-1838 au Québec.

## Historique

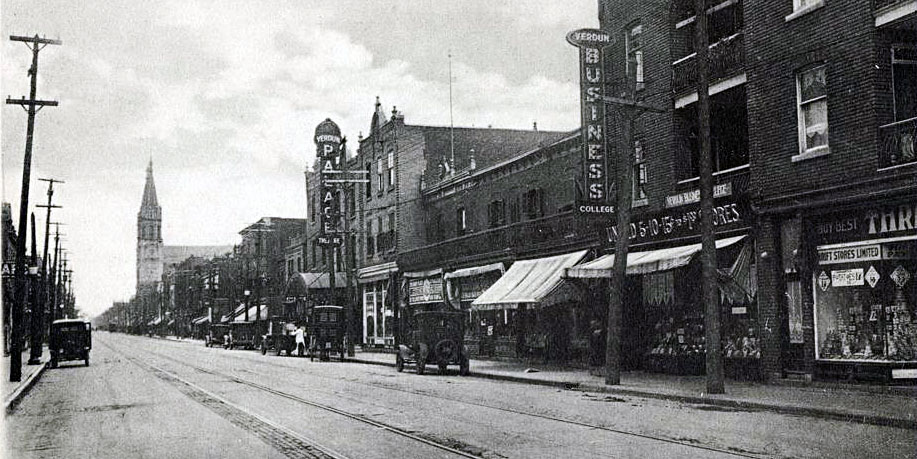
Rue Wellington vue vers l'ouest à Verdun, vers 1930

Cette voie qui s'est appelée « chemin de la rivière Saint-Pierre », puis « chemin de Lachine », a pris sa dénomination actuelle avant 1844.